# Büelenhorn (Davos)
Das Büelenhorn ⓘ (Plural zu schweizerdeutsch Büel, Bühl ‚Anhöhe‘, ‚Hügel‘) ist ein Berg südöstlich von Davos Dorf im Kanton Graubünden in der Schweiz mit einer Höhe von 2513 m ü. M. Vom Büelenhorn hat man eine gute Sicht in das Skigebiet Parsenn und in das Landwassertal. Um Verwechslungen mit dem Monsteiner Büelenhorn zu vermeiden, beziehen Einheimische bisweilen die Ortsbezeichnung Büelenberg auch auf den Gipfel. Richtigerweise wird jedoch nur der Nordwestgrat des Büelenhorns als Büelenberg bezeichnet.

## Lage und Umgebung
Das Büelenhorn gehört zur Schwarzhorn-Kette, einer Untergruppe der Albula-Alpen. Der Gipfel befindet sich vollständig auf Gemeindegebiet von Davos. Er wird im Norden und im Osten durch das Flüelatal und im Süden und im Westen durch das Dischma eingefasst.
Nachbargipfel ist der Baslersch Chopf im Südosten. Talort ist Davos Dorf.

## Routen zum Gipfel

### Sommerrouten

#### Über dem Westhang
- Ausgangspunkt: Hof (1663 m) im Dischma
- Via: Am Berg (1873 m) oder Lucksch Alp (1870 m)
- Schwierigkeit: B
- Zeitaufwand: 2½ Stunden

#### Über den Nordwestrücken
- Ausgangspunkt: Davos Dorf (1560 m)
- Via: Alp Inschlag (1837 m), Büelenberg (2117 m)
- Schwierigkeit: B, bis Büelenberg als Wanderweg weiss-rot-weiss markiert
- Zeitaufwand: 3 Stunden

#### Über den Nordosthang
- Ausgangspunkt: Gasthaus Alpenrose (1820 m) im Flüelatal
- Via: Schindelboden (1803 m), P. 1822, Amseln, Südostkamm
- Schwierigkeit: EB
- Zeitaufwand: 2¼ Stunden

### Winterrouten

#### Von Davos Dorf
- Ausgangspunkt: Duchlisage Davos Dorf (1563 m)
- Via: In den Büelen, Alp Ischlag (1838 m), Büelenberg (2117 m)
- Expositionen: SW, NW
- Schwierigkeit: WS
- Zeitaufwand: 3 Stunden

#### Abfahrt ins Dischma
- Ziel: Hof (1663 m) im Dischma
- Via: Gletti, Am Berg
- Expositionen: SW
- Schwierigkeit: ZS

## Galerie

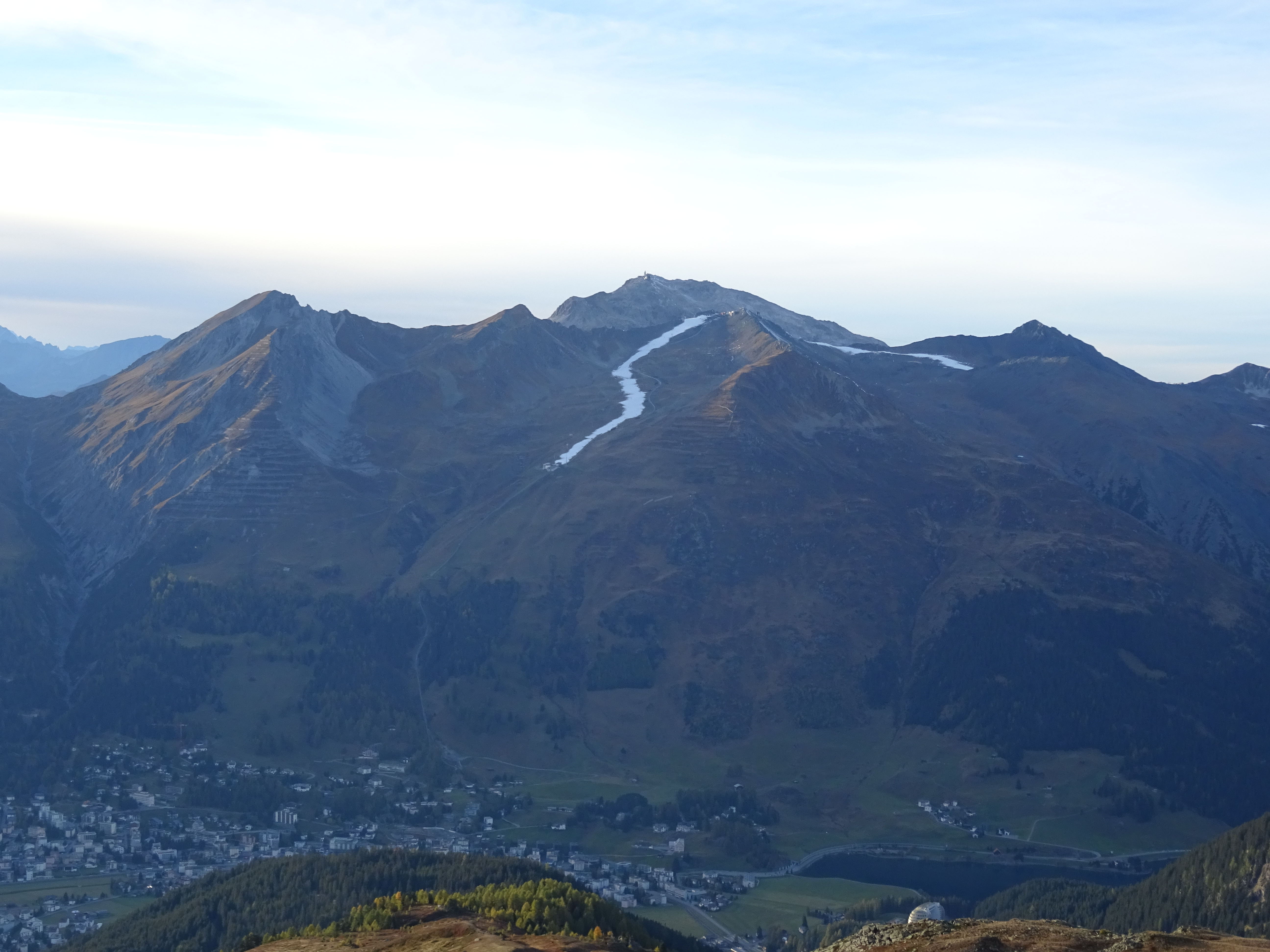
Blick ins Parsenngebiet, sichtbar zwei beschneite Pisten.
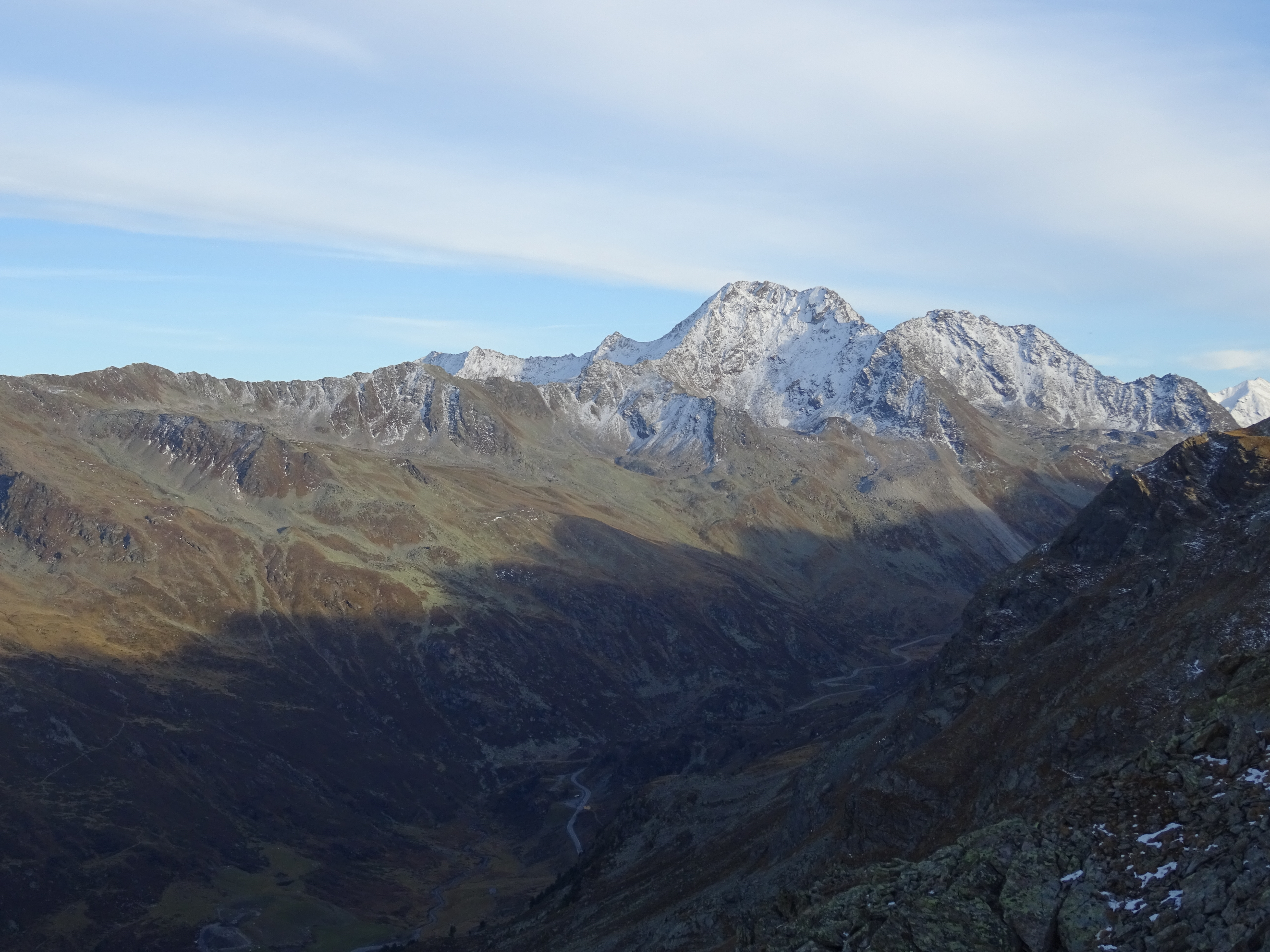
Blick nach Südosten zum Flüela Wisshorn.
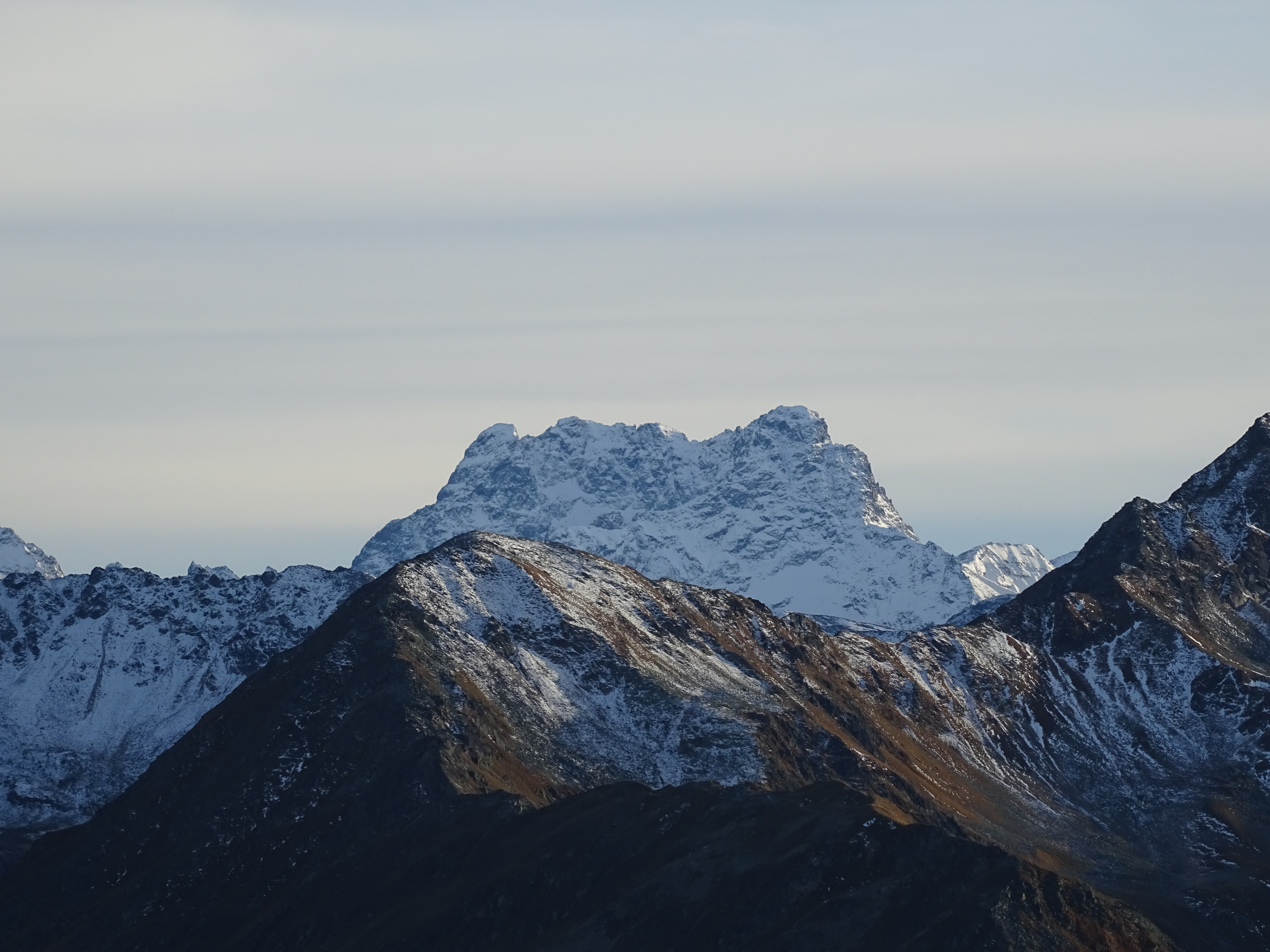
Blick nach Süden zum Piz Kesch.
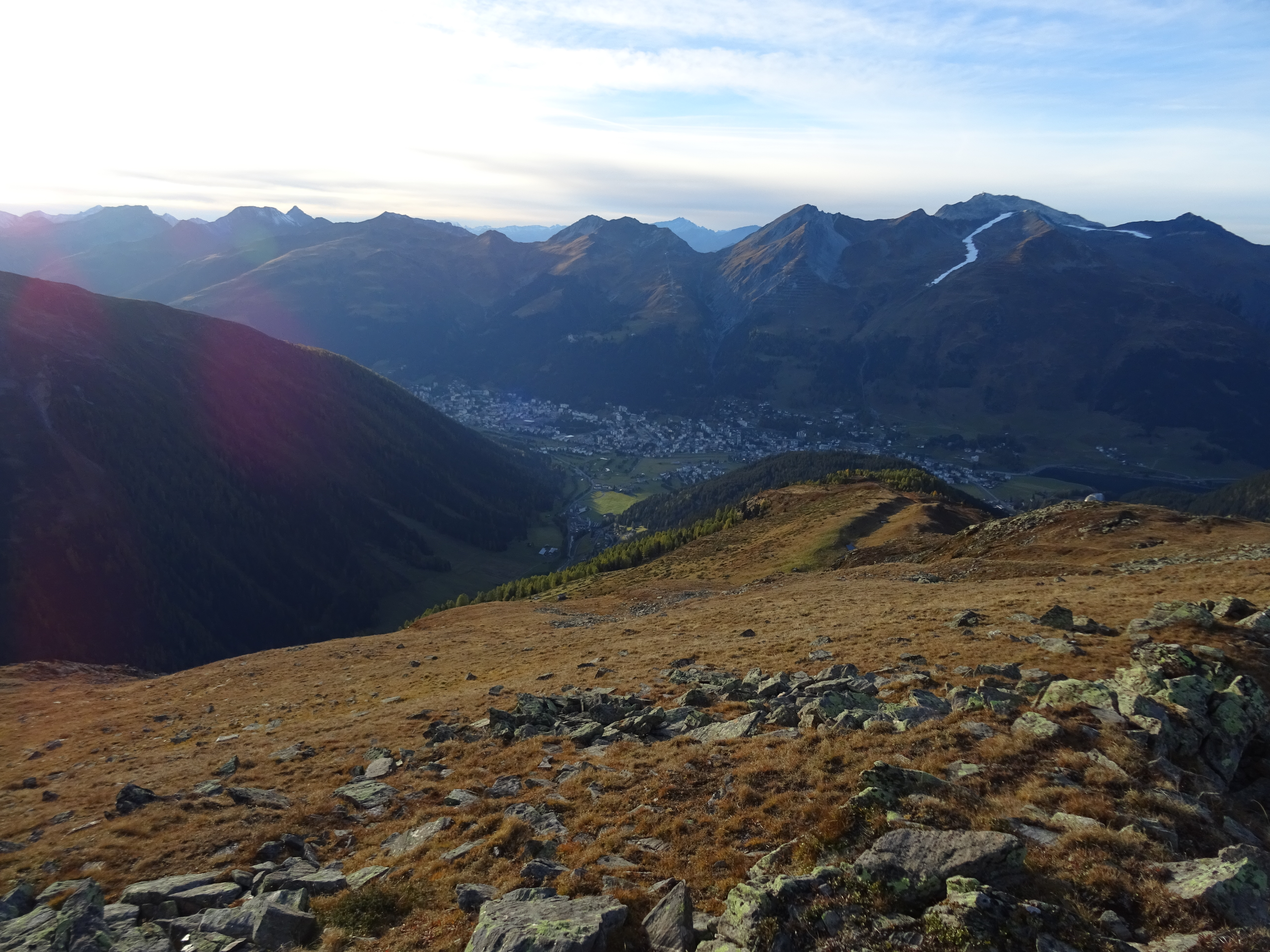
Blick hinunter nach Davos.
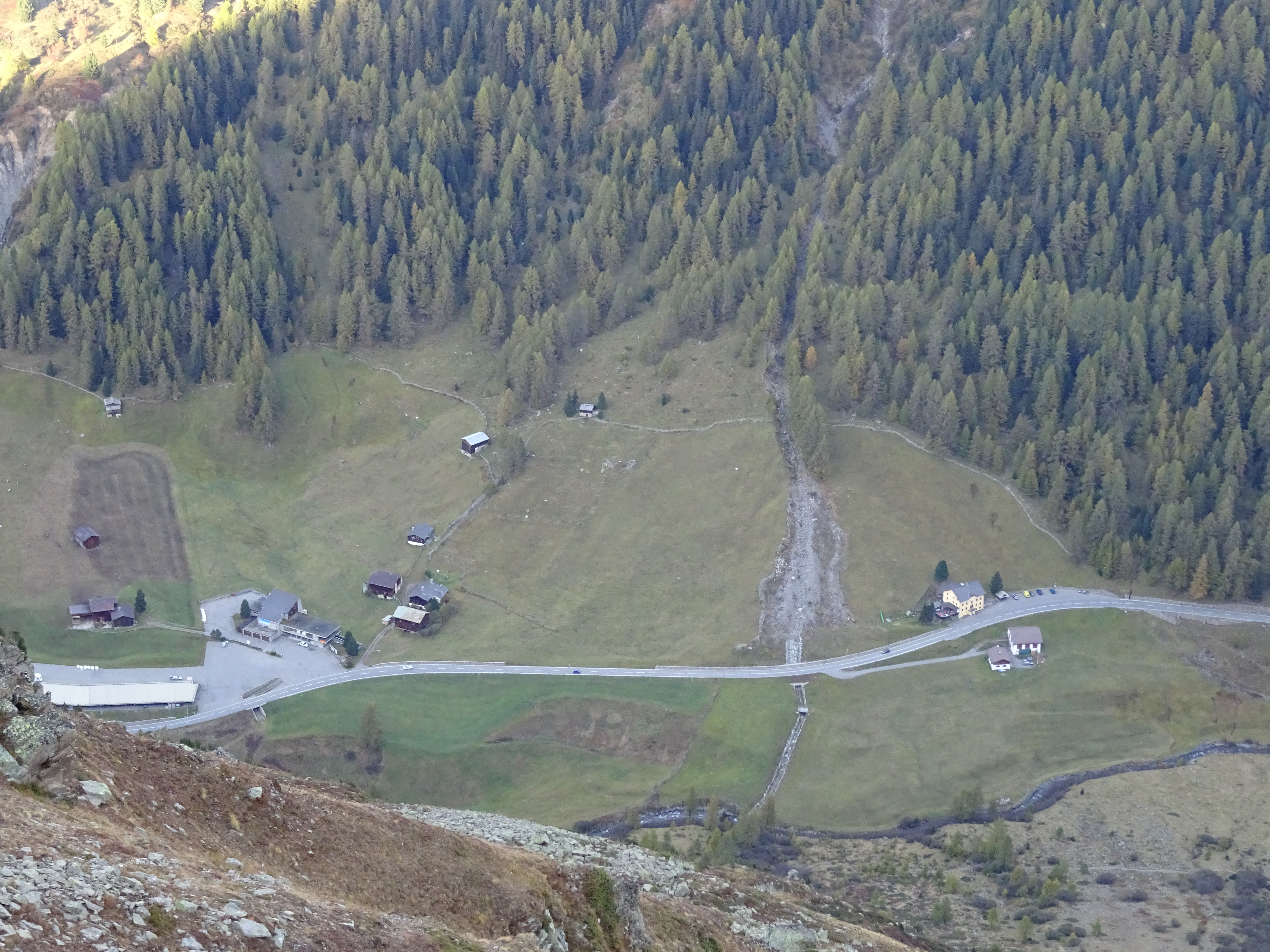
Blick ins Flüelatal zur Talstation des Skigebietes Pischa und dem Gasthof Alpenrose.